# Усу, Айхам
Айхам Ханс Усу (швед. Aiham Hanz Ousou; род. 9 января 2000, Мёльндаль, Вестра-Гёталанд) — сирийский и шведский футболист, защитник клуба «Шарлеруа» и  национальной сборной Сирии.

## Клубная карьера
Начал заниматься футболом в 8 лет в клубе «Бифрост». На юношеском уровне выступал за «Ангеред» и «Ангеред МБИК». В составе последнего провёл в 2016 году четыре матча в пятом шведском дивизионе. Летом 2016 года перебрался в «Вестра Фрёлунду» из Дивизиона 3.
В ноябре 2017 года перешёл в академию «Хеккена». Летом 2018 года получил возможность тренироваться с основным составом, а также подписал контракт до конца года. В декабре того же года подписал с клубом новый контракт, рассчитанный на четыре года. В августе 2020 года на правах аренды до конца сезона отправился в «Эскильтуну». Первую игру за новый клуб провёл 23 августа против «Треллеборга», появившись на поле на 63-й минуте вместо Йеспера Маннса. Первую половину 2021 года провёл также в аренде, выступая за ГАИС.
21 июля 2021 года стал игроком пражской «Славии», подписав с клубом соглашение на пять лет. 29 августа дебютировал в чемпионате Чехии в гостевом поединке с «Карвиной», выйдя в стартовом составе и проведя на поле первый тайм. По итогам сезона вместе с клубом стал серебряным призёром национального первенства.

## Карьера в сборной
Выступал за юношескую сборную Швеции. В июне 2021 года в товарищеской игре с Финляндией дебютировал за молодёжную сборную. В некоторых матчах выполнял роль капитана сборной.
В июне 2022 года был впервые вызван в национальную сборную Швеции на матч Лиги наций с Норвегией. В ноябре того же года снова был вызван в сборную на товарищеские матчи с Мексикой и Алжиром. 19 ноября в игре с алжирцами Усу дебютировал за сборную, появившись на поле после перерыва вместо Виктора Линделёф.
В 2024 году был включён в состав сборной Сирии на Кубок Азии 2023.

## Личная жизнь
Родился в Мёльндале. Имеет сирийские корни.

## Клубная статистика
| Выступление      | Выступление      | Выступление      | Лига | Лига | Кубки | Кубки | Конт. кубки | Конт. кубки | Итого | Итого |
| Клуб             | Лига             | Сезон            | Игры | Голы | Игры  | Голы  | Игры        | Голы        | Игры  | Голы  |
| ---------------- | ---------------- | ---------------- | ---- | ---- | ----- | ----- | ----------- | ----------- | ----- | ----- |
| Ангеред МБИК     | Дивизион 5       | 2016             | 4    | 0    | 0     | 0     | 0           | 0           | 4     | 0     |
| Ангеред МБИК     | Итого            | Итого            | 4    | 0    | 0     | 0     | 0           | 0           | 4     | 0     |
| Вестра Фрёлунда  | Дивизион 3       | 2017             | 11   | 3    | 0     | 0     | 0           | 0           | 11    | 3     |
| Вестра Фрёлунда  | Итого            | Итого            | 11   | 3    | 0     | 0     | 0           | 0           | 11    | 3     |
| АФК Эскильстуна  | Суперэттан       | 2020             | 15   | 0    | 0     | 0     | 0           | 0           | 15    | 0     |
| АФК Эскильстуна  | Итого            | Итого            | 15   | 0    | 0     | 0     | 0           | 0           | 15    | 0     |
| ГАИС             | Суперэттан       | 2021             | 9    | 0    | 2     | 0     | 0           | 0           | 11    | 0     |
| ГАИС             | Итого            | Итого            | 9    | 0    | 2     | 0     | 0           | 0           | 11    | 0     |
| Славия           | Первая лига      | 2021/22          | 25   | 1    | 2     | 0     | 11          | 0           | 38    | 1     |
| Славия           | Первая лига      | 2022/23          | 9    | 1    | 1     | 0     | 11          | 0           | 21    | 1     |
| Славия           | Итого            | Итого            | 34   | 2    | 3     | 0     | 22          | 0           | 59    | 2     |
| Всего за карьеру | Всего за карьеру | Всего за карьеру | 73   | 5    | 5     | 0     | 22          | 0           | 100   | 5     |

## Статистика в сборной
| Матчи и голы Айхама Усу за национальную сборную Швеции | Матчи и голы Айхама Усу за национальную сборную Швеции | Матчи и голы Айхама Усу за национальную сборную Швеции | Матчи и голы Айхама Усу за национальную сборную Швеции | Матчи и голы Айхама Усу за национальную сборную Швеции | Матчи и голы Айхама Усу за национальную сборную Швеции |
| №                                                      | Дата                                                   | Оппонент                                               | Счёт                                                   | Голы                                                   | Соревнование                                           |
| ------------------------------------------------------ | ------------------------------------------------------ | ------------------------------------------------------ | ------------------------------------------------------ | ------------------------------------------------------ | ------------------------------------------------------ |
| 1                                                      | 19 ноября 2022                                         | Алжир                                                  | 2:0                                                    | 0                                                      | Товарищеский матч                                      |

Итого:1 матч и 0 голов; 1 победа, 0 ничьих, 0 поражений.